# 1684 год
1684 (ты́сяча шестьсо́т во́семьдесят четвёртый) год  по григорианскому календарю — високосный год, начинающийся в субботу. Это 1684 год нашей эры, 4‑й год 9‑го десятилетия XVII века 2‑го тысячелетия, 5‑й год 1680‑х годов. Он закончился 341 год назад.
| Пн | Вт | Ср | Чт | Пт | Сб | Вс |
|    |    |    |    |    | 1  | 2  |
| 3  | 4  | 5  | 6  | 7  | 8  | 9  |
| 10 | 11 | 12 | 13 | 14 | 15 | 16 |
| 17 | 18 | 19 | 20 | 21 | 22 | 23 |
| 24 | 25 | 26 | 27 | 28 | 29 | 30 |
| 31 |    |    |    |    |    |    |

| Пн | Вт | Ср | Чт | Пт | Сб | Вс |
|    | 1  | 2  | 3  | 4  | 5  | 6  |
| 7  | 8  | 9  | 10 | 11 | 12 | 13 |
| 14 | 15 | 16 | 17 | 18 | 19 | 20 |
| 21 | 22 | 23 | 24 | 25 | 26 | 27 |
| 28 | 29 |    |    |    |    |    |

| Пн | Вт | Ср | Чт | Пт | Сб | Вс |
|    |    | 1  | 2  | 3  | 4  | 5  |
| 6  | 7  | 8  | 9  | 10 | 11 | 12 |
| 13 | 14 | 15 | 16 | 17 | 18 | 19 |
| 20 | 21 | 22 | 23 | 24 | 25 | 26 |
| 27 | 28 | 29 | 30 | 31 |    |    |

| Пн | Вт | Ср | Чт | Пт | Сб | Вс |
|    |    |    |    |    | 1  | 2  |
| 3  | 4  | 5  | 6  | 7  | 8  | 9  |
| 10 | 11 | 12 | 13 | 14 | 15 | 16 |
| 17 | 18 | 19 | 20 | 21 | 22 | 23 |
| 24 | 25 | 26 | 27 | 28 | 29 | 30 |

| Пн | Вт | Ср | Чт | Пт | Сб | Вс |
| 1  | 2  | 3  | 4  | 5  | 6  | 7  |
| 8  | 9  | 10 | 11 | 12 | 13 | 14 |
| 15 | 16 | 17 | 18 | 19 | 20 | 21 |
| 22 | 23 | 24 | 25 | 26 | 27 | 28 |
| 29 | 30 | 31 |    |    |    |    |

| Пн | Вт | Ср | Чт | Пт | Сб | Вс |
|    |    |    | 1  | 2  | 3  | 4  |
| 5  | 6  | 7  | 8  | 9  | 10 | 11 |
| 12 | 13 | 14 | 15 | 16 | 17 | 18 |
| 19 | 20 | 21 | 22 | 23 | 24 | 25 |
| 26 | 27 | 28 | 29 | 30 |    |    |

| Пн | Вт | Ср | Чт | Пт | Сб | Вс |
|    |    |    |    |    | 1  | 2  |
| 3  | 4  | 5  | 6  | 7  | 8  | 9  |
| 10 | 11 | 12 | 13 | 14 | 15 | 16 |
| 17 | 18 | 19 | 20 | 21 | 22 | 23 |
| 24 | 25 | 26 | 27 | 28 | 29 | 30 |
| 31 |    |    |    |    |    |    |

| Пн | Вт | Ср | Чт | Пт | Сб | Вс |
|    | 1  | 2  | 3  | 4  | 5  | 6  |
| 7  | 8  | 9  | 10 | 11 | 12 | 13 |
| 14 | 15 | 16 | 17 | 18 | 19 | 20 |
| 21 | 22 | 23 | 24 | 25 | 26 | 27 |
| 28 | 29 | 30 | 31 |    |    |    |

| Пн | Вт | Ср | Чт | Пт | Сб | Вс |
|    |    |    |    | 1  | 2  | 3  |
| 4  | 5  | 6  | 7  | 8  | 9  | 10 |
| 11 | 12 | 13 | 14 | 15 | 16 | 17 |
| 18 | 19 | 20 | 21 | 22 | 23 | 24 |
| 25 | 26 | 27 | 28 | 29 | 30 |    |

| Пн | Вт | Ср | Чт | Пт | Сб | Вс |
|    |    |    |    |    |    | 1  |
| 2  | 3  | 4  | 5  | 6  | 7  | 8  |
| 9  | 10 | 11 | 12 | 13 | 14 | 15 |
| 16 | 17 | 18 | 19 | 20 | 21 | 22 |
| 23 | 24 | 25 | 26 | 27 | 28 | 29 |
| 30 | 31 |    |    |    |    |    |

| Пн | Вт | Ср | Чт | Пт | Сб | Вс |
|    |    | 1  | 2  | 3  | 4  | 5  |
| 6  | 7  | 8  | 9  | 10 | 11 | 12 |
| 13 | 14 | 15 | 16 | 17 | 18 | 19 |
| 20 | 21 | 22 | 23 | 24 | 25 | 26 |
| 27 | 28 | 29 | 30 |    |    |    |

| Пн | Вт | Ср | Чт | Пт | Сб | Вс |
|    |    |    |    | 1  | 2  | 3  |
| 4  | 5  | 6  | 7  | 8  | 9  | 10 |
| 11 | 12 | 13 | 14 | 15 | 16 | 17 |
| 18 | 19 | 20 | 21 | 22 | 23 | 24 |
| 25 | 26 | 27 | 28 | 29 | 30 | 31 |

## События
- 1683—1684 — закончилась Франко-испанская война[1].
  - 23—25 марта — бомбардировка Ауденарде. Военная операция французской армии маршала Юмьера во Фландрии в ходе войны присоединений[2].
  - 27 апреля—7 июня — осада Люксембурга[3].
  - 12 мая — бой на реке Тер. Сражение между частями французской армии маршала Бельфона и испанскими войсками князя де Бурнонвиля[3].
  - Май — бомбардировка Генуи[4].
  - 20—25 мая — осада Жироны[3].
  - 10 июля — бой у Кап-Корса[5].
  - 15 августа — заключено Регенсбургское перемирие сроком на 20 лет[6].
- 1683—1699 — Австро—турецкая война (часть Великой турецкой войны)[7].
  - Священная лига. Союз, основанный папой Иннокентием XI. Состояла из Священной Римской империи, Венецианской республики и Речи Посполитой. Позднее в 1686 году к лиге присоединилось Русское царство. Альянс противостоял Османской империи в Великой Турецкой войне и прекратил своё существование после заключения Карловицкого мира в 1699 году[7].
  - 27 июня — сражение при Ваце[8].
  - 14 июля—30 октября — осада Буды[9].
  - Австрийские войска отобрали у Текели почти всю Словакию. Конец его княжества (1684—1685)[7].

- 1684—1699 — началась Турецко-венецианская война (часть Великой турецкой войны)[10].
  - 21 июля—6 августа — осада Санта-Мауры[11].
- Регенсбургский договор Франции с Испанией и Священной Римской империей. Империя и Испания признали все захваты Франции. Прекращение действия «палат присоединения».
- Установление голландского господства в Бантаме и изгнание англичан с острова Ява.

### Речь Посполитая
- 1683—1699 — Польско—турецкая война (часть Великой турецкой войны)[12].
  - 30 декабря 1683—4 января 1684 — битва под Рени. Сражение объединённых польско-казацких войск Речи Посполитой под командованием правобережного гетмана Степана Куницкого и молдавского войска с крымскими отрядами Хаджи II Гирея[13].
  - 6 мая — битва под Студеницей[14].
  - 8 июля — битва под Скалой[14]
  - Образование Священной лиги против Османской империи, в которую вошли: Священная Римская империя, Речь Посполитая, Венецианская республика и Россия (с 1686 года)[12].
  - Турки потерпели поражение в Восточной Венгрии, на Днестре, в Морее (Пелопоннес), Далмации, в устье Дона. Успехи армии коалиции способствовали развитию борьбы балканских народов против гнёта турок[12].
- Польский король Ян III Собеский, желая получить поддержку казаков, восстановил автономию казачества Правобережной Украины (утрачена в 1679) и в определённых рамках военно-административного управления, назначив туда гетманом А.М. Могилу[15].
- 1684—1689 — Могила Андрей Моисеевич гетман Правобережной Украины[15].
- Ян III Собеский стараясь заселить обезлюдевшую Правобережную Украину, привлёк различными льготами население с Волыни, Подолья и Молдавии. Часть переселенцев перешла с Левобережной Украины, что вызвало негативную реакцию И.С. Самойловича, запретившего переселение левобережных казаков[15].
- Казакам удалось в это время вытеснить с Правобережной Украины католическую шляхту, появившеюся здесь после 1679 года[15].

## Русское государство
Царствование: правительница 1682—1689 — Софья Алексеевна при малолетних Иване V и Петре I
- 1681—1684 — Башкирское восстание[16].
- Начало года — Милославский Иван Михайлович предпринял попытку уменьшить влияние Голицына Василия Васильевича, выступив перед "выборными" дворянами, приехавшими в Москву для участия в Земском соборе и обратившемуся км нему с челобитной. Предупредил их, что его политический противник "за деньги продаст не только государств, но и душу". Также он высказал мнение, что царевна Софья Алексеевна напрасно "расточала" царскую казну, способствуя приближению кризиса в стране. Его речь получила огласку, что послужило одной из причин роспуска царевной "выборных" и отмены Собора (март 1684)[17].
- Январь — Милославский Иван Михайлович при поддержке царевны Софьи Алексеевны, вопреки воле самой П.Ф. Салтыковой, устроил её брак с царём Иваном V Алексеевичем[17].
  - 9 (19) января — Иван V Алексеевич женился на Прасковье Фёдоровне Салтыковой[18].
- Апрель — в сенях дворца был пойман с ножом подьячий приказа Большой казны, признавшийся, что Милославский Иван Михайлович подослал его с целью убийства царя Петра I и его матери Нарышкиной Натальи Кирилловны (сам Милославский свою вину отрицал). После данного инцидента влияние Милославского резко ослабло[17].
- Крымский хан Селим I Гирей подтвердил Бахчисарайский мирный договор заключённый в 1681 году[19].
- Указ от имени царей о запрете торговать во время монастырского крестного хода (см. 1682 год)[20].
- Указ от имени царей (второй, первый в 1683 год) к наведению общественного порядка в Москве[20].
- Голицын Василий Васильевич вёл переговоры с датским послом Г. фон Горном об анти шведском союзе, однако вместо его создания подписал со Швецией Московский протокол в дополнение к Кардисскому миру 1661 года[21].
- Украинцев Емельян Игнатьевич проводит переговоры с гетманом И.С. Самойловичем о перспективах участия казаков Запорожского войска в военных действиях против Османской империи[22].
- Украинцев Е.И. организовал в Москве приём посольств из Швеции и Священной Римской империи[22].
- Одоевская Анна Яковлевна, жена с 1684 года, князя Голицына Дмитрия Михайловича[23].
- Пожалованы в Думные дворяне: Башмаков Дементий Минич[24].
- Пожалованы окольничим: Акинфов Никита Иванович, Апраксин Пётр Матвеевич, Апраксин Фёдор Матвеевич[25].
- Пожалованы в бояре: Голицын  Иван Иванович Большой (по другим данным в 1685), Голицын Андрей Иванович, Голицын Алексей Васильевич, Головин Михаил Петрович, Головин Алексей Петрович, Головин Фёдор Алексеевич, Головкин Иван Семёнович, Козловский Григорий Афанасьевич, Кондырев Пётр Тимофеевич, Кондырев Иван Тимофеевич, Коркодинов Иван Михайлович, Лопухин Пётр Авраамович, Лопухин Василий Авраамович, Лыков Михаил Иванович, Львов Михаил Никитич, Милославский Матвей Богданович, Милославский Ларион Семёнович, Плещеев Михаил Львович, Прозоровский Александр Петрович, Прозоровский Василий Петрович, Прозоровский Пётр Петрович, Прозоровский Никита Петрович, Прозоровский Пётр Иванович, Прозоровский Андрей Иванович Меньшой, Прозоровский Борис Иванович, Прозоровский Пётр Семёнович, Пушкин Матвей Степанович, Пушкин Яков Степанович, Приимков-Ростовский Николай Иванович, Салтыков Пётр Петрович, Салтыков Алексей Петрович, Салтыков Фёдор Петрович, Салтыков Степан Иванович, Салтыков Юрий Иванович, Салтыков Пётр Самойлович, Стрешнев Никита Константинович, Стрешнев Тихон Никитич, Татищев Михаил Юрьевич, Трубецкой Иван Юрьевич, Урусов Фёдор Семёнович, Урусов Юрий Семёнович, Хованский Иван Иванович, Черкасский Михаил Яковлевич, Шеин Алексей Семёнович, Шереметев Пётр Васильевич, Шереметев Фёдор Петрович, Шереметев Борис Петрович. Щербатов Константин Осипович, Юшков Борис Гаврилович[25].
- Обновлена, заложенная в 1645 году, крепость в г. Усмань[26].

### Руководители приказов
| Года      | Приказ             | Ф,И,О главы                       | Примечания |
| --------- | ------------------ | --------------------------------- | ---------- |
| 1682—1689 | Иноземский приказ  | Голицын Василий Васильевич        |            |
| 1682—1689 | Рейтарский приказ  | Голицын Василий Васильевич        |            |
| 1682—1689 | Пушкарский приказ  | Голицын Василий Васильевич        |            |
| 1682-1689 | Поместный приказ   | Троекуров Иван Борисович          |            |
| 1683-1689 | Стрелецкий приказ  | Шакловитый Фёдор Леонтьевич       |            |
| 1676-1689 | Аптекарский приказ | Одоевский Никита Иванович         | Боярин     |
| 1683-1685 | Разбойный приказ   | Шереметев Пётр Васильевич Меньшой | Боярин     |
| 1682-1690 | Оружейный приказ   | Шереметев Пётр Васильевич Большой | Боярин     |
| 1682-1688 | Золотой приказ     | Шереметев Пётр Васильевич Большой | Боярин     |

#### Воеводы[31]
| Года        | Город           | Ф,И,О воеводы               | Примечания                     |
| ----------- | --------------- | --------------------------- | ------------------------------ |
| 1684        | Албазин         | Воейков Фёдор               |                                |
| 1684        | Албазин         | Васильев Иван               |                                |
| 1684        | Албазин         | Толбузин Алексей Ларионович |                                |
| 1683-1684   | Арзамас         | Ловчиков Иван Леонтьевич    | Стольник                       |
| 1683-1684   | Астрахань       | Голицын Андрей Иванович     | Боярин                         |
| 1684-1685   | Ахтырка         | Щербатов Дмитрий Нефедьевич | Окольничий                     |
| 1684        | Баргузинск      | Фёдоров Казьма              | Прикащик, пятидесятник казачий |
| 1681-1684   | Берёзов         | Франтор Михаил Иванович     | Стольник                       |
| 1684        | Берёзов         | Алфимов Михаил Иванович     |                                |
| 1671-1684   | Братский острог | Перфирьев Иван              | Енисейский сын боярский        |
| До сентября | Брянск          | Давыдов Фёдор Григорьевич   | Стольник                       |
| С сентября  | Брянск          | Сафонов Яков Григорьевич    |                                |

## Начало правления
См. также: Список глав государств в 1684 году

## Родились
См. также: Категория:Родившиеся в 1684 году
- 31 марта — Франческо Дуранте (ум. 1755), итальянский композитор, основатель Неаполитанской школы оперы.
- 15 апреля (возможно в 1683 г.) — Екатерина I, русская императрица.

## Скончались
См. также: Категория:Умершие в 1684 году
- 12 сентября — Иоганн Розенмюллер (р. 1619 или 1615), немецкий музыкант и композитор.